# Mistrovství světa ve fotbale 1966
8. Mistrovství světa ve fotbale se konalo od 11. do 30. července 1966 v Anglii. Zúčastnilo se jej 16 celků. Celkem na turnaji padlo 89 branek, což je v průměru 2,8 branky na zápas. Finále se hrálo 30. července na Wembley Stadium v Londýně. Nejlepším střelecem turnaje s 9 brankami se stal Eusébio (Portugalsko). Dalšími hvězdami mistrovství světa byli např. Bobby Charlton (Anglie) nebo Franz Beckenbauer (NSR).

## Stupně vítězů
| Zlato  | Stříbro | Bronz       | 4. místo |
| ------ | ------- | ----------- | -------- |
| Anglie | NSR     | Portugalsko | SSSR     |

## Kvalifikace
Kvalifikace se zúčastnilo 74 fotbalových reprezentací, které bojovaly o 14 místenek na závěrečném turnaji. Pořadatelská Anglie spolu s obhájcem titulu Brazílií měli účast jistou.

### Kvalifikované týmy
| Vlajka        | Stát Archivováno 5. 9. 2015 na Wayback Machine. | Soupisky                                     |
| ------------- | ----------------------------------------------- | -------------------------------------------- |
|               | Španělsko (Evropa)                              | Archivováno 5. 3. 2016 na Wayback Machine.   |
| Portugalsko   | Portugalsko (Evropa)                            | Archivováno 11. 9. 2015 na Wayback Machine.  |
| Itálie        | Itálie (Evropa)                                 | Archivováno 6. 3. 2016 na Wayback Machine.   |
| Švýcarsko     | Švýcarsko (Evropa)                              | Archivováno 11. 10. 2015 na Wayback Machine. |
|               | Bulharsko (Evropa)                              |                                              |
| Francie       | Francie (Evropa)                                | Archivováno 6. 7. 2020 na Wayback Machine.   |
| Anglie        | Anglie (Evropa)                                 | Archivováno 6. 3. 2016 na Wayback Machine.   |
| Německo       | NSR (Evropa)                                    | Archivováno 10. 9. 2015 na Wayback Machine.  |
|               | Maďarsko (Evropa)                               | Archivováno 6. 3. 2016 na Wayback Machine.   |
| Sovětský svaz | SSSR (Evropa)                                   | Archivováno 3. 10. 2015 na Wayback Machine.  |
| Mexiko        | Mexiko (Střední Amerika)                        | Archivováno 6. 3. 2016 na Wayback Machine.   |
|               | Brazílie (Jižní Amerika)                        | Archivováno 20. 11. 2015 na Wayback Machine. |
| Uruguay       | Uruguay (Jižní Amerika)                         | Archivováno 11. 10. 2015 na Wayback Machine. |
| Argentina     | Argentina (Jižní Amerika)                       | Archivováno 6. 7. 2020 na Wayback Machine.   |
| Chile         | Chile (Jižní Amerika)                           | Archivováno 5. 3. 2016 na Wayback Machine.   |
| Severní Korea | KLDR (Asie)                                     | Archivováno 5. 3. 2016 na Wayback Machine.   |

## Stadiony
| Londýn             | Liverpool     | Sheffield            | Sunderland    |
| ------------------ | ------------- | -------------------- | ------------- |
| Wembley Stadium    | Goodison Park | Hillsborough Stadium | Roker Park    |
|                    |               |                      |               |
| Londýn             | Birmingham    | Manchester           | Middlesbrough |
| White City Stadium | Villa Park    | Old Trafford         | Ayresome Park |
|                    |               |                      |               |

## Skupinová fáze

### Skupina A
| Tým     | Z | V | R | P | VG | IG | VG/IG | B |
| ------- | - | - | - | - | -- | -- | ----- | - |
| Anglie  | 3 | 2 | 1 | 0 | 4  | 0  | 1.33  | 5 |
| Uruguay | 3 | 1 | 2 | 0 | 2  | 1  | 0.67  | 4 |
| Mexiko  | 3 | 0 | 2 | 1 | 1  | 3  | 0.33  | 2 |
| Francie | 3 | 0 | 1 | 2 | 2  | 5  | 0.67  | 1 |

| 11. července 1966 19:30 UTC+1 |        |         |                                                                          |
| Anglie                        | 0 – 0  | Uruguay | Wembley Stadium, Londýn diváci: 87 148 rozhodčí: Istvan Zsolt (Maďarsko) |
|                               | Report |         | Wembley Stadium, Londýn diváci: 87 148 rozhodčí: Istvan Zsolt (Maďarsko) |

| 13. července 1966 19:30 UTC+1 |        |           |                                                                              |
| Francie                       | 1 – 1  | Mexiko    | Wembley Stadium, Londýn diváci: 69 237 rozhodčí: Menachem Ashkenazi (Izrael) |
| Hausser 62'                   | Report | Borja 48' | Wembley Stadium, Londýn diváci: 69 237 rozhodčí: Menachem Ashkenazi (Izrael) |

| 15. července 1966 19:30 UTC+1 |        |                         |                                                                                  |
| Uruguay                       | 2 – 1  | Francie                 | White City Stadium, Londýn diváci: 45 662 rozhodčí: Karol Galba (Československo) |
| Rocha 26' Cortés 31'          | Report | De Bourgoing 15' (pen.) | White City Stadium, Londýn diváci: 45 662 rozhodčí: Karol Galba (Československo) |

| 16. července 1966 15:00 UTC+1 |        |        |                                                                             |
| Anglie                        | 2 – 0  | Mexiko | Wembley Stadium, Londýn diváci: 92 570 rozhodčí: Concetto Lo Bello (Itálie) |
| B. Charlton 37' Hunt 75'      | Report |        | Wembley Stadium, Londýn diváci: 92 570 rozhodčí: Concetto Lo Bello (Itálie) |

| 19. července 1966 16:30 UTC+1 |        |         |                                                                        |
| Mexiko                        | 0 – 0  | Uruguay | Wembley Stadium, Londýn diváci: 61 112 rozhodčí: Bertil Lööw (Švédsko) |
|                               | Report |         | Wembley Stadium, Londýn diváci: 61 112 rozhodčí: Bertil Lööw (Švédsko) |

| 20. července 1966 19:30 UTC+1 |        |         |                                                                         |
| Anglie                        | 2 – 0  | Francie | Wembley Stadium, Londýn diváci: 98 270 rozhodčí: Arturo Yamasaki (Peru) |
| Hunt 38', 75'                 | Report |         | Wembley Stadium, Londýn diváci: 98 270 rozhodčí: Arturo Yamasaki (Peru) |

### Skupina B
| Tým       | Z | V | R | P | VG | IG | VG/IG | B |
| --------- | - | - | - | - | -- | -- | ----- | - |
| SRN       | 3 | 2 | 1 | 0 | 7  | 1  | 7.00  | 5 |
| Argentina | 3 | 2 | 1 | 0 | 4  | 1  | 4.00  | 5 |
| Španělsko | 3 | 1 | 0 | 2 | 4  | 5  | 0.80  | 2 |
| Švýcarsko | 3 | 0 | 0 | 3 | 1  | 9  | 0.11  | 0 |

| 12. července 1966 19:30 UTC+1                        |        |           |                                                                                  |
| SRN                                                  | 5 – 0  | Švýcarsko | Hillsborough Stadium, Sheffield diváci: 36 000 rozhodčí: Hugh Phillips (Skotsko) |
| Held 16' Haller 21', 77' (pen.) Beckenbauer 40', 52' | Report |           | Hillsborough Stadium, Sheffield diváci: 36 000 rozhodčí: Hugh Phillips (Skotsko) |

| 13. července 1966 19:30 UTC+1 |        |           |                                                                                |
| Argentina                     | 2 – 1  | Španělsko | Villa Park, Birmingham diváci: 48 000 rozhodčí: Dimiter Rumentchev (Bulharsko) |
| Artime 65', 77'               | Report | Pirri 67' | Villa Park, Birmingham diváci: 48 000 rozhodčí: Dimiter Rumentchev (Bulharsko) |

| 15. července 1966 19:30 UTC+1 |        |             |                                                                                 |
| Španělsko                     | 2 – 1  | Švýcarsko   | Hillsborough Stadium, Sheffield diváci: 32 000 rozhodčí: Tofik Bakhramov (SSSR) |
| Sanchís 57' Amancio 75'       | Report | Quentin 31' | Hillsborough Stadium, Sheffield diváci: 32 000 rozhodčí: Tofik Bakhramov (SSSR) |

| 16. července 1966 15:00 UTC+1 |        |     |                                                                                 |
| Argentina                     | 0 – 0  | SRN | Villa Park, Birmingham diváci: 51 000 rozhodčí: Konstantin Zečević (Jugoslávie) |
|                               | Report |     | Villa Park, Birmingham diváci: 51 000 rozhodčí: Konstantin Zečević (Jugoslávie) |

| 19. července 1966 19:30 UTC+1 |        |           |                                                                                       |
| Argentina                     | 2 – 0  | Švýcarsko | Hillsborough Stadium, Sheffield diváci: 32 000 rozhodčí: Joaquim Campos (Portugalsko) |
| Artime 52' Onega 79'          | Report |           | Hillsborough Stadium, Sheffield diváci: 32 000 rozhodčí: Joaquim Campos (Portugalsko) |

| 20. července 1966 19:30 UTC+1 |        |           |                                                                            |
| SRN                           | 2 – 1  | Španělsko | Villa Park, Birmingham diváci: 51 000 rozhodčí: Armando Marques (Brazílie) |
| Emmerich 39' Seeler 84'       | Report | Fusté 23' | Villa Park, Birmingham diváci: 51 000 rozhodčí: Armando Marques (Brazílie) |

### Skupina C
| Tým         | Z | V | R | P | VG | IG | VG/IG | B |
| ----------- | - | - | - | - | -- | -- | ----- | - |
| Portugalsko | 3 | 3 | 0 | 0 | 9  | 2  | 4.50  | 6 |
| Maďarsko    | 3 | 2 | 0 | 1 | 7  | 5  | 1.40  | 4 |
| Brazílie    | 3 | 1 | 0 | 2 | 4  | 6  | 0.67  | 2 |
| Bulharsko   | 3 | 0 | 0 | 3 | 1  | 8  | 0.13  | 0 |

| 12. července 1966 19:30 UTC+1 |        |           |                                                                          |
| Brazílie                      | 2 – 0  | Bulharsko | Goodison Park, Liverpool diváci: 48 000 rozhodčí: Kurt Tschenscher (NSR) |
| Pelé 15' Garrincha 63'        | Report |           | Goodison Park, Liverpool diváci: 48 000 rozhodčí: Kurt Tschenscher (NSR) |

| 13. července 1966 19:30 UTC+1   |        |          |                                                                         |
| Portugalsko                     | 3 – 1  | Maďarsko | Old Trafford, Manchester diváci: 37 000 rozhodčí: Leo Callaghan (Wales) |
| José Augusto 1', 67' Torres 90' | Report | Bene 60' | Old Trafford, Manchester diváci: 37 000 rozhodčí: Leo Callaghan (Wales) |

| 15. července 1966 19:30 UTC+1         |        |            |                                                                        |
| Maďarsko                              | 3 – 1  | Brazílie   | Goodison Park, Liverpool diváci: 52 000 rozhodčí: Ken Dagnall (Anglie) |
| Bene 2' Farkas 64' Mészöly 73' (pen.) | Report | Tostão 14' | Goodison Park, Liverpool diváci: 52 000 rozhodčí: Ken Dagnall (Anglie) |

| 16. července 1966 15:00 UTC+1           |        |           |                                                                                |
| Portugalsko                             | 3 – 0  | Bulharsko | Old Trafford, Manchester diváci: 26 000 rozhodčí: José María Codesal (Uruguay) |
| Vutsov 17' (vl.) Eusébio 38' Torres 81' | Report |           | Old Trafford, Manchester diváci: 26 000 rozhodčí: José María Codesal (Uruguay) |

| 19. července 1966 19:30 UTC+1 |        |           |                                                                          |
| Portugalsko                   | 3 – 1  | Brazílie  | Goodison Park, Liverpool diváci: 62 000 rozhodčí: George McCabe (Anglie) |
| Simões 15' Eusébio 27', 85'   | Report | Rildo 70' | Goodison Park, Liverpool diváci: 62 000 rozhodčí: George McCabe (Anglie) |

| 20. července 1966 19:30 UTC+1          |        |                |                                                                                  |
| Maďarsko                               | 3 – 1  | Bulharsko      | Old Trafford, Manchester diváci: 22 000 rozhodčí: Roberto Goicoechea (Argentina) |
| Davidov 43' (vl.) Mészöly 45' Bene 54' | Report | Asparuchov 15' | Old Trafford, Manchester diváci: 22 000 rozhodčí: Roberto Goicoechea (Argentina) |

### Skupina D
| Tým           | Z | V | R | P | VG | IG | VG/IG | B |
| ------------- | - | - | - | - | -- | -- | ----- | - |
| Sovětský svaz | 3 | 3 | 0 | 0 | 6  | 1  | 6.00  | 6 |
| Severní Korea | 3 | 1 | 1 | 1 | 2  | 4  | 0.50  | 3 |
| Itálie        | 3 | 1 | 0 | 2 | 2  | 2  | 1.00  | 2 |
| Chile         | 3 | 0 | 1 | 2 | 2  | 5  | 0.40  | 1 |

| 12. července 1966 19:30 UTC+1      |        |               |                                                                                          |
| Sovětský svaz                      | 3 – 0  | Severní Korea | Ayresome Park, Middlesbrough diváci: 22 000 rozhodčí: Juan Gardeazábal Garay (Španělsko) |
| Malofejev 31', 88' Baniševskij 33' | Report |               | Ayresome Park, Middlesbrough diváci: 22 000 rozhodčí: Juan Gardeazábal Garay (Španělsko) |

| 13. července 1966 19:30 UTC+1 |        |       |                                                                              |
| Itálie                        | 2 – 0  | Chile | Roker Park, Sunderland diváci: 30 000 rozhodčí: Gottfried Dienst (Švýcarsko) |
| Mazzola 8' Barison 88'        | Report |       | Roker Park, Sunderland diváci: 30 000 rozhodčí: Gottfried Dienst (Švýcarsko) |

| 15. července 1966 19:30 UTC+1 |        |                   |                                                                          |
| Chile                         | 1 – 1  | Severní Korea     | Ayresome Park, Middlesbrough diváci: 16 000 rozhodčí: Ali Kandil (Egypt) |
| Marcos 26' (pen.)             | Report | Pak Seung-Zin 88' | Ayresome Park, Middlesbrough diváci: 16 000 rozhodčí: Ali Kandil (Egypt) |

| 16. července 1966 15:00 UTC+1 |        |        |                                                                        |
| Sovětský svaz                 | 1 – 0  | Itálie | Roker Park, Sunderland diváci: 27 800 rozhodčí: Rudolf Kreitlein (NSR) |
| Čislenko 57'                  | Report |        | Roker Park, Sunderland diváci: 27 800 rozhodčí: Rudolf Kreitlein (NSR) |

| 19. července 1966 19:30 UTC+1 |        |        |                                                                                 |
| Severní Korea                 | 1 – 0  | Itálie | Ayresome Park, Middlesbrough diváci: 18 000 rozhodčí: Pierre Schwinte (Francie) |
| Pak Doo-Ik 42'                | Report |        | Ayresome Park, Middlesbrough diváci: 18 000 rozhodčí: Pierre Schwinte (Francie) |

| 20. července 1966 19:30 UTC+1 |        |            |                                                                    |
| Sovětský svaz                 | 2 – 1  | Chile      | Roker Park, Sunderland diváci: 22 000 rozhodčí: John Adair (Irsko) |
| Porkujan 28', 85'             | Report | Marcos 32' | Roker Park, Sunderland diváci: 22 000 rozhodčí: John Adair (Irsko) |

## Vyřazovací fáze

### Čtvrtfinále
| 23. července 1966 15:00 UTC+1                             |        |                                                       |                                                                               |
| Portugalsko                                               | 5 – 3  | Severní Korea                                         | Goodison Park, Liverpool diváci: 51 780 rozhodčí: Menachem Ashkenazi (Izrael) |
| Eusébio 27', 43' (pen.), 56', 59' (pen.) José Augusto 80' | Report | Pak Seung-Zin 1' Lee Dong-Woon 22' Yang Sung-Kook 25' | Goodison Park, Liverpool diváci: 51 780 rozhodčí: Menachem Ashkenazi (Izrael) |

| 23. července 1966 15:00 UTC+1              |        |         |                                                                              |
| SRN                                        | 4 – 0  | Uruguay | Hillsborough Stadium, Sheffield diváci: 34 000 rozhodčí: Jim Finney (Anglie) |
| Haller 11', 83' Beckenbauer 70' Seeler 75' | Report |         | Hillsborough Stadium, Sheffield diváci: 34 000 rozhodčí: Jim Finney (Anglie) |

| 23. července 1966 15:00 UTC+1 |        |          |                                                                                    |
| Sovětský svaz                 | 2 – 1  | Maďarsko | Roker Park, Sunderland diváci: 26 844 rozhodčí: Juan Gardeazábal Garay (Španělsko) |
| Čislenko 5' Porkujan 46'      | Report | Bene 57' | Roker Park, Sunderland diváci: 26 844 rozhodčí: Juan Gardeazábal Garay (Španělsko) |

| 23. července 1966 15:00 UTC+1 |        |           |                                                                         |
| Anglie                        | 1 – 0  | Argentina | Wembley Stadium, Londýn diváci: 90 000 rozhodčí: Rudolf Kreitlein (NSR) |
| Hurst 78'                     | Report |           | Wembley Stadium, Londýn diváci: 90 000 rozhodčí: Rudolf Kreitlein (NSR) |

### Semifinále
| 25. července 1966 19:30 UTC+1 |        |               |                                                                              |
| SRN                           | 2 – 1  | Sovětský svaz | Goodison Park, Liverpool diváci: 38 300 rozhodčí: Concetto Lo Bello (Itálie) |
| Haller 42' Beckenbauer 67'    | Report | Porkujan 88'  | Goodison Park, Liverpool diváci: 38 300 rozhodčí: Concetto Lo Bello (Itálie) |

| 26. července 1966 19:30 UTC+1 |        |                    |                                                                            |
| Anglie                        | 2 – 1  | Portugalsko        | Wembley Stadium, Londýn diváci: 95 000 rozhodčí: Pierre Schwinte (Francie) |
| B. Charlton 30', 80'          | Report | Eusébio 82' (pen.) | Wembley Stadium, Londýn diváci: 95 000 rozhodčí: Pierre Schwinte (Francie) |

### O bronz
| 28. července 1966 19:30 UTC+1 |        |               |                                                                       |
| Portugalsko                   | 2 – 1  | Sovětský svaz | Wembley Stadium, Londýn diváci: 88 000 rozhodčí: Ken Dagnall (Anglie) |
| Eusébio 12' (pen.) Torres 89' | Report | Malofejev 43' | Wembley Stadium, Londýn diváci: 88 000 rozhodčí: Ken Dagnall (Anglie) |

### Finále
| 30. července 1966 15:00 UTC+1          |                   |                      |                                                                               |
| Anglie                                 | 4 – 2 (po prodl.) | SRN                  | Wembley Stadium, Londýn diváci: 98 000 rozhodčí: Gottfried Dienst (Švýcarsko) |
| Hurst 18', 101', 120' video Peters 78' | Report            | Haller 12' Weber 89' | Wembley Stadium, Londýn diváci: 98 000 rozhodčí: Gottfried Dienst (Švýcarsko) |

## Vítěz
| Mistrovství světa ve fotbale 1966 Anglie |